# 赫尔曼·奥伯特
赫尔曼·朱利叶斯·奥伯特（德語：Hermann Julius Oberth，1894年6月25日—1989年12月28日）20世纪著名的生于奥匈帝国的德国物理学家和工程师。被认为是继俄罗斯的康斯坦丁·齐奥尔科夫斯基和美国的罗伯特·戈达德后又一位火箭学和太空工程先驱。同时此三人被共同视为第一代太空探索领域的先驱者。

## 生平

### 早年

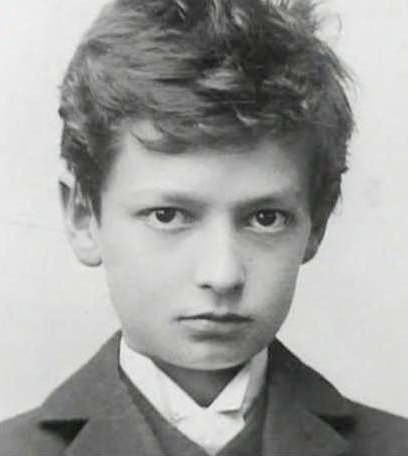
小时候的赫尔曼·奥伯特, c. 1901年

奥伯特1894年生于奥匈帝国时期特兰西瓦尼亚的赫曼施塔特（德裔居民聚居地，今天罗马尼亚的锡比乌市）的一户外西凡尼亞薩克森人家庭。11岁时迷上了儒勒·凡尔纳的科幻小说，尤其是《从地球到月球》和《环游月球》。于是在其14岁时，还在上学的奥伯特制作出了自己的第一支火箭模型。在他年轻的实验中，他独立地提出了多级火箭的概念。 然而，在此期间，他缺乏将自己的想法付诸实践的资源。
1912年，奥伯特在慕尼黑学习医学，但随之而来的第一次世界大战打断了他的求学历程，他应征入伍，被派往东方战线。1915年，他被调往奥匈帝国的锡吉什瓦拉医护中心  。在此期间，他开始着手进行一系列失重相关的实验，并且在随后从新开始了自己的火箭设计。到了1917年，他向普鲁士军事部长赫爾曼·馮·斯坦因展示了他的火箭设计，并且告诉后者一旦投入战争，他的研究将会制造出液体推进的射程290 km（180 mi）的导弹，帮助赢得战争 。1919年他再次移居德国，这一次是在慕尼黑学习物理，后来在哥廷根大学学习。
1922年，他的关于火箭科学的博士论文因“天马行空，脱离现实”而被驳回。然而，罗马尼亚克卢日大学的Augustin Maior教授提议奥伯特在那里为他的原始论文答辩，以获得博士学位。他在1923年5月23日成功地做到了。然而，1923年他将这份92页富有争议的文章冠以Die Rakete zu den Planetenräumen（《飞往星际空间的火箭》）之名，以私人名义发表。1929年，奥伯特更进一步，用一部429页的著作Wege zur Raumschiffahrt（《通向航天之路》）进一步阐释了他的想法。后来奥伯特解释了他为什么不再刻意去完成另一篇博士论文的原因：“我拒绝去重新完成另一篇，是因为我想证明即使没有博士头衔，我也能成为一名卓越的科学家。”同时他也批评了当时的德国教育系统，称该系统“像一部拥有大功率尾灯的汽车，它能照亮过去，但却不能启迪未来。”最终，1923年5月23日，奥伯特以原博士论文获得了巴比什博雅依大学的博士头衔。
奥伯特也成为了业余火箭团体“太空旅行學會(VfR)”星际航行会的成员，团体从他的书中得到了很大的启发，奥伯斯在某种程度上充当了加入该协会的热心人士的导师，其中包括沃纳·冯·布劳恩、Rolf Engel、Rudolf Nebel 或 Paul Ehmayr 等人。在1920年代到 1930年代期间，奥伯特与许多受过良好教育的物理科学和工程专家也缺乏在学院或大学层面工作或任教的机会——在始于1929年的全球大萧条期间情况变得更糟。 因此，从192年到1938年，奥伯特通过在罗马尼亚梅迪亞什市的斯蒂芬·路德维希·罗斯高中教授物理和数学来养活自己和家人。

### 职业生涯

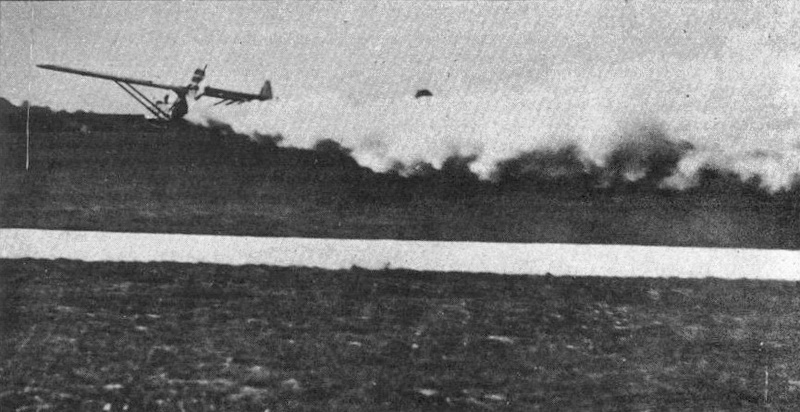
欧宝 RAK.1 - 1929年9月30日世界上首次载人火箭动力飞机的公开飞行

1928年到1929年间，奥伯特成为了由弗里茨·朗指导的电影Frau im Mond（月里嫦娥）的科学顾问，也使得该电影充满了火箭科技的前景预测，事实上该电影也影响了如同沃纳·冯·布劳恩一般的许多后世科学家和火箭爱好者。同时为首映礼制造和发射一枚火箭也成为了奥伯特作为电影顾问时最为重要的一项任务。
奥伯特于1938年在维也纳工程学院从事火箭研究，后来又在德累斯顿大学研制液体火箭的燃料泵，但他的主要兴趣在固体火箭方面。1940年他加入德国籍，1941年到佩内明德研究中心参与V-2火箭的研制工作。但他的贡献主要在理论方面。
后来，他在维滕贝格附近的德国 WASAG 军事组织从事固体推进剂防空火箭的工作。 在欧洲二战结束前后，奥伯特一家搬到了靠近地区首府纽伦堡的福伊赫特镇，这里成为德国被占领的美国区的一部分，也是高级别战争罪行的发生地 对幸存的纳粹领导人的审判。 1948年，奥伯特获准离开纽伦堡搬到瑞士，在那里他担任独立顾问和作家。
1950年，奥伯特移居意大利，在那里他完成了他在 WASAG 组织为新的意大利海军开展的一些工作。 1953年，奥伯特回到德国福伊赫特，出版了他的书 Menschen im Weltraum（人类进入太空），其中描述了他对天基反射望远镜、空间站、电动宇宙飞船和航天服的想法。
1955--1958年曾在美国任陆军红石兵工厂的顾问。1958年退休回联邦德国，曾被选为联邦德国空间研究学会的名誉会长。

### 晚年

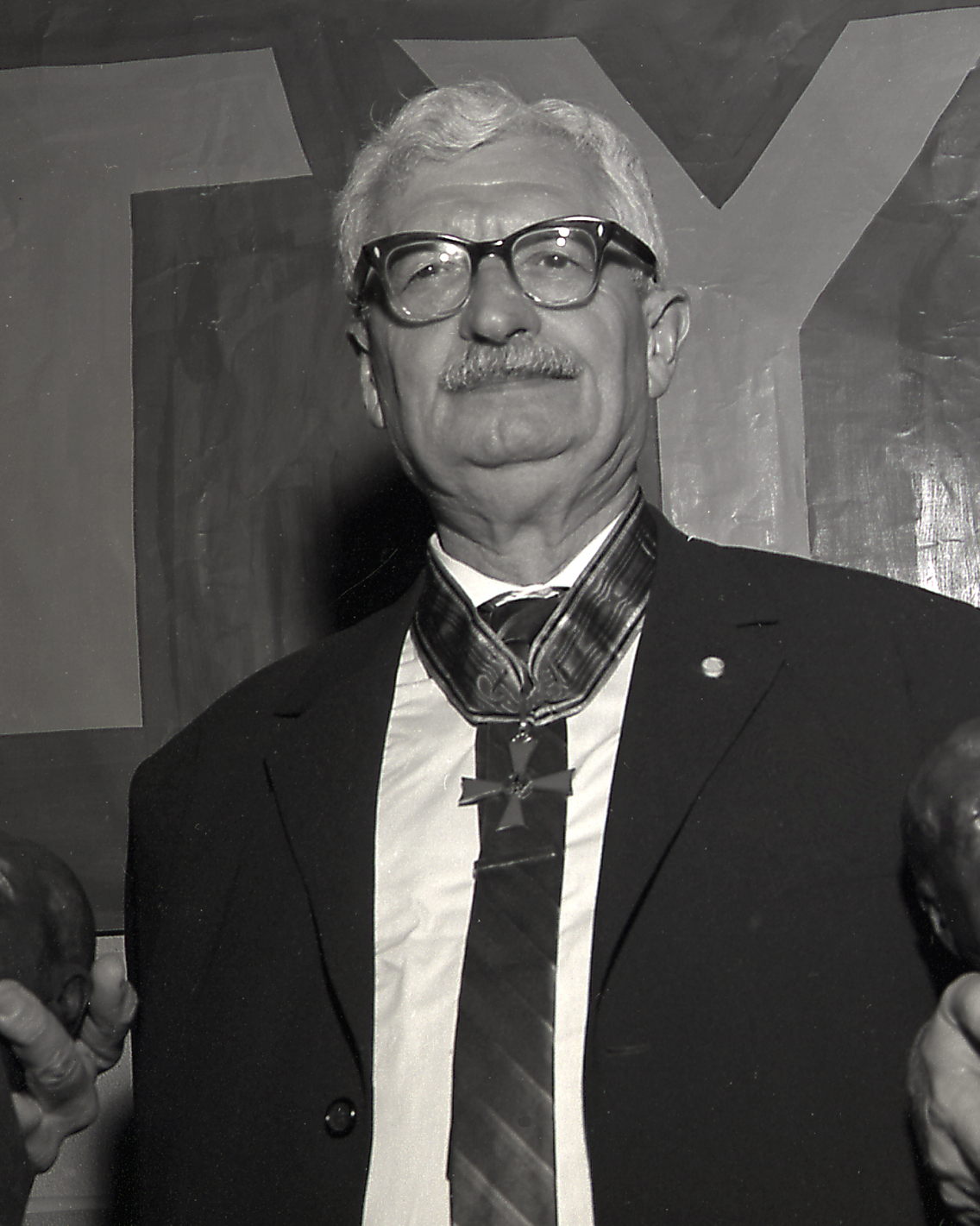
赫尔曼·奥伯特获得德意志联邦共和国功绩勋章，1961年

1962年奥伯特68岁时退休。1965到1967年间，他曾是德国国家民主党极右翼成员。1969年，他再度前往美国观看土星五号运载火箭发射，并见证了此后阿波罗11号月球任务的进程。
1973年的石油危机激发了奥伯特研究替代能源的灵感，其中包括一项可以利用高速氣流的风力发电站的计划。 然而，他在退休期间的主要兴趣是转向更抽象的哲学问题。 在他这一时期的几本书中，最值得注意的是《执政者入门》(Primer For Those Who Would Govern)。
1985年10月30日奥伯特返回美国观看STS-61-A挑戰者號太空梭的发射。
1989年12月28日奥伯特在德国纽伦堡去世，享年95岁。 

## 家庭
1918年7月6日，奥伯特迎娶Mathilde Hummel，并在此后育有4个孩子。其中一个儿子在二战中应征入伍，并在战争中捐躯。另外一位女儿Ilse Oberth (1924-1944年)是在Redl-Zipf（代号 Schlier）V-2 火箭发动机测试设施和液氧厂的火箭技术员，则在1944年8月工厂氧气瓶爆炸的意外中丧生。

## 传承
- 赫尔曼·奥伯特由德国福伊希特的赫尔曼·奥伯特太空旅行博物馆（英语：Hermann Oberth Space Travel Museum）和赫尔曼·奥伯特协会纪念。 该博物馆汇集了来自东西方的科学家、研究人员、工程师和宇航员，继续他在火箭和太空探索方面的工作。
- 他发现了奥伯特效应，在这种效应中，火箭发动机在高速行驶时比低速行驶时产生更多有用的能量。
- 1980年，奥伯特入选圣地亚哥航空航天博物馆的国际航空航天名人堂[9]。
- 月球上还有一个陨石坑奥伯特陨石坑和以他命名的小行星 9253 Oberth。
- 丹麦宇航学会（英语：Danish Astronautical Society）已任命赫尔曼·奥伯特为名誉会员[10]。
- 锡比乌卢西安布拉加大学工程学院以他的名字命名[11]。

## 著作
- 《通向航天之路》Ways to Spaceflight (1929)
- 《月球车》（The Moon Car，1959）
- 《电子飞船》（The Electric Spaceship，1960）
- Primer for Those Who Would Govern (1987) ISBN 0-914301-06-3